# Sandray
Ne doit pas être confondu avec Sanda ou Sanday.
Sandray est une île du Royaume-Uni située en Écosse.